# Saint-Avit-Rivière
Saint-Avit-Rivière – miejscowość i gmina we Francji, w regionie Nowa Akwitania, w departamencie Dordogne. Nazwa miejscowości pochodzi od imienia św. Awita.
Według danych na rok 1990 gminę zamieszkiwało 78 osób, a gęstość zaludnienia wynosiła 6 osób/km² (wśród 2290 gmin Akwitanii Saint-Avit-Rivière plasuje się na 1097. miejscu pod względem liczby ludności, natomiast pod względem powierzchni na miejscu 878.).